# La Guaira (staat)
La Guaira, voorheen bekend als Vargas, is een van de 23 deelstaten van Venezuela. Het heeft een oppervlakte van bijna 1500 km² en kent 352.920 inwoners (2011). De hoofdstad van de deelstaat is de stad La Guaira, de belangrijkste havenstad van het land.

## Geschiedenis
Vargas werd in 1998 een aparte staat binnen Venezuela; voorheen behoorde het gebied tot het Hoofdstedelijk District. Het gebied werd van 14 tot 16 december 1999 door massale overstromingen getroffen. Deze kostten aan tienduizenden het leven en bijna de gehele staat moest geëvacueerd worden. Meer dan achtduizend huizen werden vernietigd. Deze gebeurtenissen leven bij de inwoners van Vargas voort als La Tragedia ("De Tragedie"). De infrastructuur is inmiddels vrijwel geheel hersteld. In 2019 kreeg de staat Vargas haar nieuwe naam.

## Gemeenten
La Guaira bestaat uit slechts één gemeente, Vargas.

### Deelgemeenten
De gemeente Vargas is in elf deelgemeenten (parroquia) verdeeld: 
| Parroquia        | Inwoners | Hoofdplaats  |
| ---------------- | -------- | ------------ |
| Caraballeda      | 67.683   |              |
| Carayaca         | 49.248   |              |
| Carlos Soublette | 52.005   | Maiquetía    |
| Caruao           | 7.233    | La Sabana    |
| Catia La Mar     | 112.444  |              |
| El Junko         | 12.688   |              |
| La Guaira        | 25.724   |              |
| Macuto           | 25.506   |              |
| Maiquetía        | 50.985   |              |
| Naiguatá         | 20.099   |              |
| Urimare          | 63.209   | Catia La Mar |

| Detailkaart                         |
| ----------------------------------- |
| Caraïbische Zee D.C. Aragua Miranda |